# الکساندر شستاکوف
الکساندر شستاکوف (روسی: Александр Борисович Шестаков؛ زادهٔ ۲۲ نوامبر ۱۹۶۱) کشتی‌گیر فرنگی اهل اتحاد جماهیر شوروی بود.
وی در مسابقات کشوری و بین‌المللی در مجموع برندهٔ ۱ مدال طلا شده‌است.